# Geilenkirchen
Geilenkirchen è una città di 27 836 abitanti della Renania Settentrionale-Vestfalia, in Germania.
Appartiene al distretto governativo (Regierungsbezirk) di Colonia ed al circondario (Kreis) di Heinsberg.
Geilenkirchen si fregia del titolo di "Media città di circondario" (Mittlere kreisangehörige Stadt). È sede di base NATO.

## Storia
La città di Geilenkirchen è il luogo in cui Gelo, un francese indipendente, costruì un castello e una chiesa. Il nome Geilenkirchen è stato registrato dal 1170.
All'inizio del XIII secolo, i cavalieri di Geilenkirchen sono menzionati per la prima volta nella storia. La loro sede era nel vecchio castello, situato vicino al fiume. Vicino al castello e alla chiesa, fu creato l'insediamento di epoca medievale di Geilenkirchen. Fu qui che la città di Geilenkirchen fu fondata nel tardo XIV secolo.
Questo è indicato su di un vecchio documento datato 27 maggio 1386, in cui gli "stede" (città) di Geilenkirchen, Heinsberg, Sittard e Susteren (NL) accettano di assumersi la responsabilità di una garanzia da parte dei cavalieri di Heinsberg e sigillano lo stesso di conseguenza . Geilenkirchen applica il proprio sigillo come partner di pari livello delle città più vecchie di Heinsberg, Sittard e Susteren (NL).
Numerosi edifici storici, tra cui castelli, case signorili e case patrizie, testimoniano oggi l'affascinante storia della città. Il passato storico e il presente moderno accompagnano ancora oggi la città di Geilenkirchen.

## Amministrazione

### Gemellaggi
- Quimperlé, dal 1966